# الوادي (فلم)
الوادي هو فيلم لبناني تم إنتاجه في سنة 2014 من تأليف وإخراج غسان سلهب، تم اختيار الفيلم لعرضه في مهرجان تورونتو السينمائي الدولي في سنة 2014، الفيلم من بطولة كارول عبود و فادي أبو سمرة.

## القصة
تدور أحداث الفيلم عن رجل يتعرض لحادثة سيارة على طريق نائية وسط وادي البقاع اللبناني المعزول، وبعد نجاته من الحادث يجد نفسه فاقد الذاكرة، ويصير مع الوقت رهينة التوتر والأجواء المريبة، وخصوصًا بعد أن يقع رهينة لرجال إحدى المزارع المحلية الكائنة في المنطقة، والتي تُستَخْدم كمرفق لإنتاج المخدرات غير المشروعة.

## البطولة
- كارول عبود بدور كارول
- فادي أبو سمرة بدور مروان
- عوني قوص بدور حكمت
- منذر البلعبكي بدور علي
- يمنى مروان بدور ماريا
- كارلوس شاهين
- رودريغ سلمان
- أحمد غصين

## وصلات خارجية
- مقالات تستعمل روابط فنية بلا صلة مع ويكي بيانات
- الوادي على قاعدة بيانات الأفلام على الإنترنت
- الوادي على قاعدة بيانات الأفلام العربية